# Museum Bärengasse

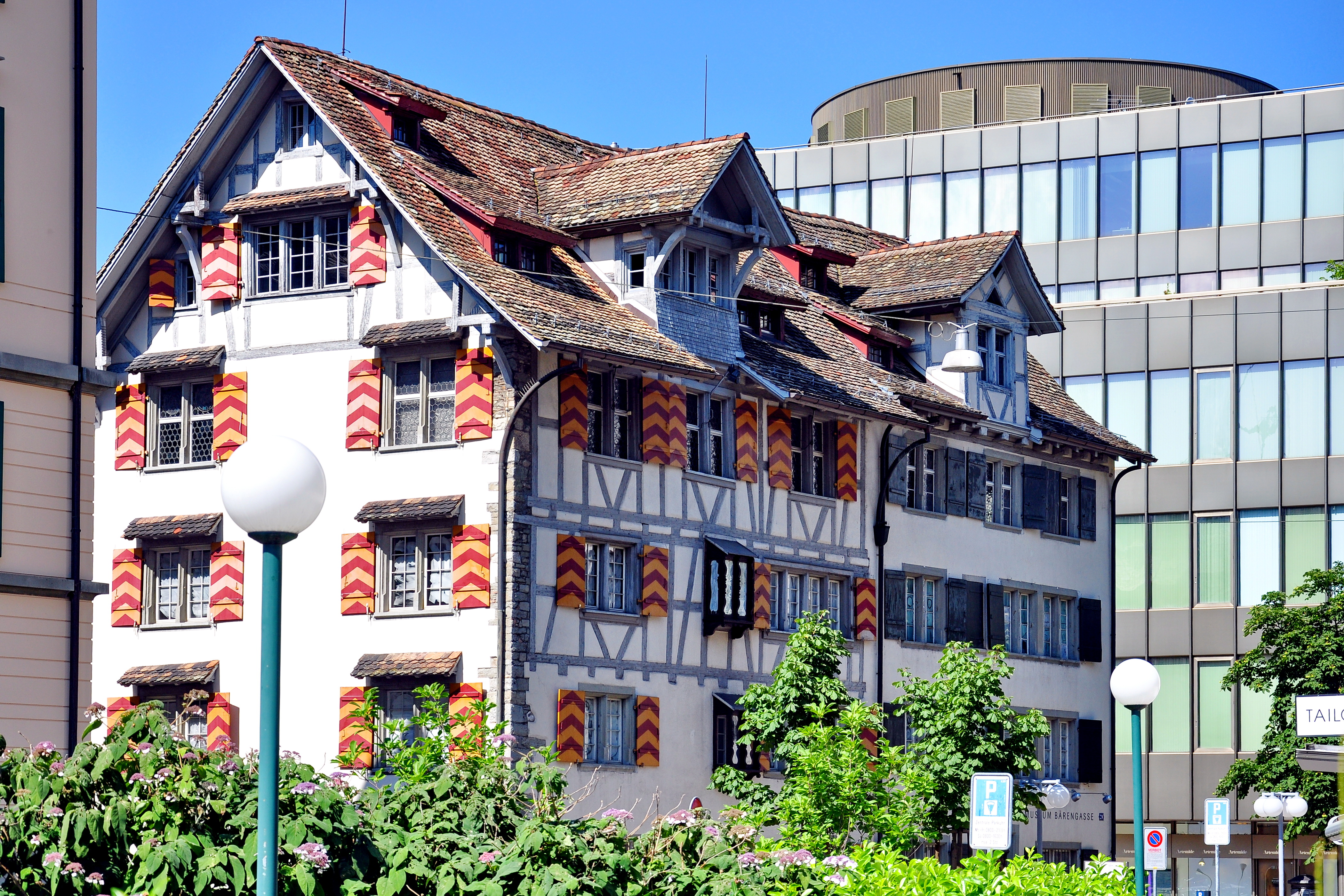
Front des Museums

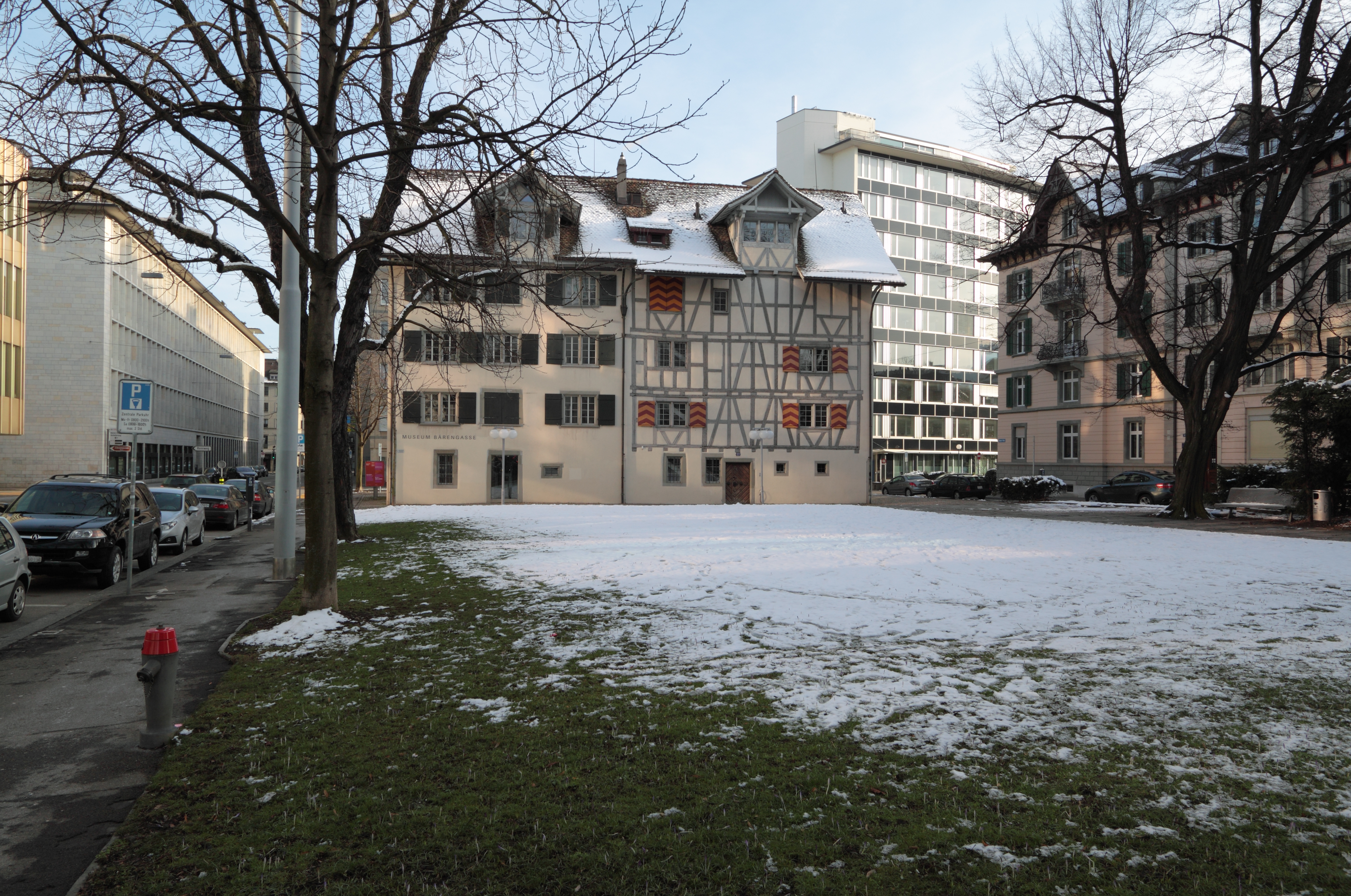
Museum Bärengasse, Rückseite

Das Museum Bärengasse ist ein Museum in Zürich (Quartier City). Das Museum besteht aus den aneinandergebauten, vierstöckigen Gebäuden Zum Schanzenhof und Zur Weltkugel aus dem 17. Jahrhundert. Die beiden Häuser standen ursprünglich 65 Meter weiter östlich auf der anderen Seite der Talstrasse, wo anfangs 1970er Jahre eine grosse Überbauung errichtet worden ist.

## Geschichte
Von 1976 bis 2008 war das Museum Bärengasse, das unweit des Paradeplatzes liegt, Teil des Schweizerischen Landesmuseums mit einer Dauerausstellung zur Wohnkultur und Sonderausstellungen. Während des Umbaus des Stadthauses wird es seither für Ausstellungen der Stadt Zürich verwendet. 2011 und 2012 nutzte die Kunsthalle Zürich die Räumlichkeiten, da ihre Ausstellungsräume im Löwenbräu-Areal bis Frühjahr 2012 umgebaut wurden. 2013 wurde das städtische Museum für einige Ausstellungen zeitgenössischer Kunst von verschiedenen Kuratoren bespielt. Die Gruppen- und Einzelausstellungen wiesen dabei einen engen Bezug zur Stadt Zürich auf.
Von 2011 bis 2021 sollte das private Money-Museum in das Gebäude einziehen. Die Ausstellung MoneyWorld sollte das Thema Geld und das Finanzwesen spielerisch näher bringen. Diese Ausstellung wurde jedoch nicht dort realisiert.
Am 13. März 2014 wurde in dem Gebäude in Anwesenheit der Zürcher Stadtpräsidentin Corine Mauch das «Gasthaus zum Bären», eine interdisziplinäre Plattform mit Bezug auf Zukunftsfragen, eröffnet. Dieses bot öffentliche Workshops, Speed-Datings und Veranstaltungen mit Essen von Übermorgen an. Seit Herbst 2015 wird ein Teil des Gebäudes (Parterre und erste Etage) durch das Junge Literaturlabor (JULL) genutzt. In den anderen Etagen bietet die Volkshochschule AG ihre Dienstleistungen an. Das Parterre bietet einen Saal für Aufführungen und eine übersichtliche, permanente Lesebühne in Kombination mit einem öffentlichen Foyer, wo die Ergebnisse des Jungen Literaturlabors präsentiert werden können.